# 殷青群
殷青群（1966年—），本名殷冠群，戲曲淨行演員及導演，畢業於海光劇校第二期，1995年加入國光劇團豫劇隊（2012年改隸國立傳統藝術中心臺灣豫劇團），現為臺灣豫劇團排練指導。

## 演藝生涯
殷青群專攻淨行，海光劇校畢業後，於1995年加入國光劇團豫劇隊，曾演出《王魁負桂英》、《鍾馗嫁妹》、《包公誤》、《大腳皇后》等。
2001年起陸續擔綱導演、副導演等職務，執導《豬八戒大鬧盤絲洞》、《曹公外傳》、《快打三國》等。
2016年起擔綱國立傳統藝術中心「歌仔戲新苗培育計畫」、高雄市政府文化局「少年歌仔培育展演計畫」等課程統籌，擔綱指導與教學工作，第32屆傳藝金曲獎最佳個人表演新秀獎的孫凱琳也是在這些培育計畫裡的學員。
2016年及2018年高雄春天藝術節《見城》環境劇場擔任副導演，2022年於台灣燈會《船愛》主燈大戲擔任執行導演。

## 獎項
2016年及2017年獲得第9屆高雄文藝獎、第24屆全球中華文化藝術薪傳獎，2022年與導演李小平以台灣燈會《船愛》主燈大戲入圍第33屆傳藝金曲獎「最佳導演獎」。